# Accordo Double Irish
L'accordo Double Irish era uno strumento di elusione dell'imposta sulle società per l'erosione della base e il trasferimento degli utili utilizzato principalmente dalle multinazionali statunitensi dalla fine degli anni '80 per evitare la tassazione delle società sui profitti non statunitensi.
Gli Stati Uniti erano uno di un piccolo numero di paesi che non utilizzavano un sistema fiscale "territoriale" e tassavano le società su tutti i profitti, indipendentemente dal fatto che il profitto fosse realizzato al di fuori degli Stati Uniti o meno, al contrario ai sistemi fiscali "territoriali" che tassano solo i profitti realizzati di quel paese. È stato lo strumento principale con cui le multinazionali statunitensi hanno accumulato riserve offshore non tassate di 1 trilione di dollari USA tra il 2004 al 2018. Tradizionalmente, veniva utilizzato anche con il cosiddetto Dutch Sandwich, tecnica che prevede una triangolazione fiscale tra due società irlandesi (di cui una avente una stabile organizzazione in un paradiso fiscale) e una ulteriore società in Olanda, totalmente “vuota” ed usata solo per far transitare gli utili e dunque per ridurre la base imponibile del gruppo (fondamentale per capire il meccanismo è la premessa che, in Irlanda, un’azienda deve pagare le tasse nel Paese da cui viene controllata).